# Les Mayons
Les Mayons är en kommun i departementet Var i regionen Provence-Alpes-Côte d'Azur i sydöstra Frankrike. Kommunen ligger i kantonen Le Luc som tillhör arrondissementet Draguignan. År 2022 hade Les Mayons 625 invånare.

## Befolkningsutveckling
Antalet invånare i kommunen Les Mayons
| Referens: INSEE |